# Cascade Canyon Barn
Pour les articles homonymes, voir Cascade.
La Cascade Canyon Barn est une grange du comté de Teton, dans le Wyoming, aux États-Unis. Protégée au sein du parc national de Grand Teton, elle est inscrite au Registre national des lieux historiques depuis le 18 août 1998.